# Тимофеев-Ресовский, Николай Владимирович
Никола́й Влади́мирович Тимофе́ев-Ресо́вский (7 (20) сентября 1900, Москва, Российская империя — 28 марта 1981, Обнинск, Калужская область, РСФСР, СССР) — советский биолог, генетик. Основные направления исследований: радиационная генетика, популяционная генетика, проблемы микроэволюции.

## Биография
Родился в Москве в 1900 году. Биографы также указывают железнодорожную станцию Дабужа как возможное место рождения учёного.
Отец — Владимир Викторович Тимофеев-Ресовский (1850—1913), инженер путей сообщения. Мать — Надежда Николаевна, урождённая Всеволожская (1868—1928). Род Тимофеевых-Ресовских по одной линии восходит к петровским дворянам «8-го класса» Тимофеевым, по другой линии — Рясовских (Ресовских) — происходит из духовенства. Когда именно и по каким причинам произошла замена «я» на «е» в написании фамилии неизвестно, но Н. В. Тимофеев-Ресовский был первым членом рода с таким написанием фамилии.

### Учёба
- 1911—1913 — в Киевской I Императорской Александровской гимназии
- 1914—1917 — в Московской Флёровской гимназии
- 1916—1917 — в Московском свободном университете им. А. Л. Шанявского
- 1917—1922 — в 1-м Московском государственном университете[12]. Диплома об окончании университета не получил[13][14].

### Начало самостоятельной жизни
В годы Гражданской войны учился нерегулярно, поскольку воевал в составе Красной армии, болел тифом.
- 1920—1925 — преподаватель биологии на Пречистенском рабочем факультете в Москве.
- 1922—1925 — исследователь в институте экспериментальной биологии под руководством Н. К. Кольцова. Преподаватель зоологии на биотехническом факультете Практического института в Москве.
- 1924—1925 — ассистент на кафедре зоологии у проф. Н. К. Кольцова в Московском медико-педагогическом институте.
- 1921—1925 — научный сотрудник Института экспериментальной биологии в составе Государственного Научного Института при Наркомземе (ГИНЗ).

С начала 1920-х годов участвовал в работе неформального семинара, организованного группой С. С. Четверикова в институте Н. К. Кольцова («Дрозсоор», или «совместное орание по поводу дрозофилы»), из которого вышли многие советские генетики.
Через год работы в генетической лаборатории Института экспериментальной биологии, изучая механизмы проявления генов, Николай Владимирович пришёл к выводу, что единичная мутация может вызывать множественные изменения во внешнем облике организма.
Результатом этого явилось впервые введённое им в радиобиологии понятие «радиобиологический парадокс», обозначающее несоответствие между ничтожным количеством поглощённой энергии ионизирующего излучения и крайней степенью реакции биологического объекта.
Одновременно с введением этого понятия в 1920—1930-х годах Тимофеев-Ресовский предложил защищать врачей-рентгенологов свинцовыми фартуками.
В 1925 году был рекомендован Н. К. Кольцовым и Н. А. Семашко для работы в созданной Оскаром Фогтом лаборатории исследования мозга при Нейробиологическом институте в Берлине.

### Работа в Германии
В 1925 году по приглашению германского Общества кайзера Вильгельма и настоянию наркома Семашко Тимофеев-Ресовский с супругой переехал на работу в Берлин. Вначале он работал научным сотрудником, но вскоре стал руководителем отдела генетики и биофизики в Институте исследований мозга в пригороде Берлина — Бухе.
В 1930-х годах совместно с будущим лауреатом Нобелевской премии Максом Дельбрюком Тимофеев-Ресовский, развивая идеи своего учителя Кольцова, создал первую биофизическую модель структуры гена и предлагал возможные способы его изменения.
В 1934 году он впервые высказал идею, что ионизирующее излучение не только порождает лучевую болезнь, но и вызывает невидимые изменения наследственного аппарата, которые могут проявиться у отдалённого потомства.
В конце 1930-х годов он принимал участие в семинарах группы Нильса Бора и, совместно с Б. С. Эфрусси (при поддержке Рокфеллеровского фонда), собрал небольшой международный семинар физиков, химиков, цитологов, генетиков, биологов и математиков, занимавшихся обсуждением фундаментальных проблем генетики и теоретической биологии. Позже неформальные школы по генетике проходили везде, где он работал.
Весной 1937 года советское консульство отказалось в очередной раз продлевать Тимофеевым-Ресовским паспорта, тем самым настоятельно предлагая им вернуться в СССР. Однако, по словам Тимофеева-Ресовского, Н. К. Кольцов предупредил его, что по возвращении их скорее всего ждут «большие неприятности». А Г. Мёллер передал ему из СССР записку от Н. И. Вавилова, что там его ждёт тюрьма или что-то похуже. В 1930-х годах из четверых братьев Тимофеева-Ресовского трое были арестованы. В 1934 году был арестован Борис, причина и дата его смерти неизвестны, 1 мая 1937 был арестован Владимир, расстрелян 28 февраля 1938 года, тогда же в 1937 году был арестован Виктор, до 1939 года он находился в ссылке. Тимофеев-Ресовский отказался вернуться в Советский Союз и продолжал жить и работать в гитлеровской Германии, за что после Второй мировой войны он был осуждён в СССР за измену Родине как невозвращенец.
Научно-исследовательская деятельность Тимофеева-Ресовского в предвоенной Германии внесла фундаментальный вклад в создание радиобиологии и радиоэкологии. Здесь он открыл и обосновал фундаментальные положения современной генетики развития и популяционной генетики. Он также принял участие в создании основ современной радиационной генетики.
Во время Второй мировой войны сын Тимофеева-Ресовского Дмитрий стал членом подпольной антинацистской организации под названием «Берлинский комитет ВКП(б)», созданной Н. С. Бушмановым. Дмитрий был арестован гестапо и погиб в концлагере. Сам Николай Тимофеев-Ресовский выдавал различные справки «остарбайтерам», бежавшим с фабрик.
Весной 1945 года Тимофеев-Ресовский отказался от предложения перевести свой отдел на запад Германии и сохранил весь коллектив и оборудование до прихода советских войск. В апреле 1945 года советская военная администрация назначила его директором Института исследований мозга в Бухе (после бегства весной 1945 года прежнего директора профессора Шпатца).

### Снова в СССР
13 сентября 1945 года Тимофеев-Ресовский был задержан в Берлине, этапирован в Москву и помещён во внутреннюю тюрьму НКГБ.
4 июля 1946 года Военная коллегия Верховного суда РСФСР приговорила его к 10 годам лишения свободы по обвинению в измене Родине.
Он отбывал срок в Самарковском отделении Карлага. Но в 1947 году в связи с советскими работами по созданию атомной бомбы как специалиста по радиационной генетике Тимофеева-Ресовского перевели из лагеря на «Объект 0211» (Лаборатория «Б») в Челябинской области (в дальнейшем в составе города Снежинска) для работы по проблемам радиационной безопасности (сам учёный к этому времени был при смерти от голода). С 1947 года заведовал биофизическим отделом «Объекта 0211», в 1951 году был освобождён из заключения, а в 1955 году с него была снята судимость. В 1955 году подписал «Письмо трёхсот».
В начале 1950-х учёного выдвинули на Нобелевскую премию за исследования мутаций, но советские власти не ответили на запрос Швеции о том, жив ли он.
В 1955—1964 годах заведовал отделом биофизики в Институте биологии УФ АН СССР в Свердловске. Одновременно читал несколько циклов лекций по влиянию радиации на организмы и по радиобиологии на физическом факультете Уральского университета и работал на биостанции, основанной им в 1955 году на озере Большое Миассо́во в Ильменском заповеднике.
В декабре 1957 года первый раз защитил докторскую диссертацию в Ботаническом институте АН СССР в Ленинграде, однако она не была утверждена ВАК. В 1963 году второй раз защитил докторскую диссертацию по совокупности работ в Свердловске, но докторский диплом получил только в 1964 году после смещения Хрущёва и реабилитации генетики.
В 1964—1969 годах заведовал отделом радиобиологии и экспериментальной генетики в Институте медицинской радиологии АМН СССР в Обнинске (Калужская область).
С 1969 года работал консультантом в Институте медико-биологических проблем в Москве.
Николай Владимирович Тимофеев-Ресовский скончался в 1981 году, похоронен на Кончаловском кладбище Обнинска.

## Реабилитация
В 1987 году после публикации романа Даниила Гранина «Зубр» младший сын Тимофеева-Ресовского Андрей и представители научной общественности потребовали реабилитации выдающегося учёного-генетика. Но Главная военная прокуратура после проведения дополнительного расследования вместо реабилитации учёного выдвинула новое обвинение, не вменявшееся ему ни следствием, ни Военной коллегией в 1946 году, — переход на сторону врага — и в июле 1989 года вынесла постановление о прекращении производства в связи с отсутствием оснований для реабилитации Тимофеева-Ресовского. В постановлении утверждалось, что Тимофеев-Ресовский лично сам и совместно с сотрудниками активно занимался исследованиями, связанными с совершенствованием военной мощи фашистской Германии, чем совершил измену Родине в форме перехода на сторону врага.
4 февраля 1991 года Прокуратура СССР отменила это постановление Главной военной прокуратуры на том основании, что вывод о проведении Тимофеевым-Ресовским научных исследований, имеющих военное значение, недостаточно аргументирован, и поручила Следственному управлению КГБ СССР провести ещё одно дополнительное расследование. Как следует из справки Следственного управления КГБ от 16 октября 1991 года, по его результатам «дополнительных сведений в отношении инкриминируемого Тимофееву-Ресовскому состава преступления получено не было».
16 октября 1991 года Генеральным прокурором СССР был внесён по делу протест в Пленум Верховного Суда СССР на предмет прекращения дела за отсутствием в действиях Тимофеева-Ресовского состава преступления. Однако протест не был рассмотрен в связи с ликвидацией Верховного Суда СССР. Тимофеев-Ресовский был полностью реабилитирован лишь в июне 1992 года Верховным судом РФ.

## Мировоззрение
Академик АН ГДР Роберт Ромпе:

Он был человек православный и всегда руководствовался только христианскими идеями. То, что Тимофеев спасал евреев, и не только евреев, — это факт! То, что он помогал своему сыну Фомке, который как раз состоял в [антифашистской] организации, — это факт! Он прятал у себя в подвале беглых советских военнопленных — это факт!

Ученица Тимофеева-Ресовского Л. Г. Кузнецова рассказывала, что

однажды в Свердловске, в день Св. Димитрия Солунского (крестное имя Фомы было Димитрий) Николай Владимирович отправился в единственную действующую церковь где-то на окраине города. Елена Александровна попросила Кузнецову последить за ним. Н. В. вошёл в церковь и сразу бухнулся на колени. Решив, что ему плохо, Л. Кузнецова кинулась было к нему, но её остановили церковные старушки: «Оставь его — человек кается».

Протоиерей Александр Мень:

Он сохранил себя личностью, могучей, независимой, светлой, утверждающей личностью. Вот мне представляется, что таким должен быть христианин. В нём было смирение большого учёного и открытость человека, который многое пережил. <…> Он был действительно тот светлый христианин, который нам рисуется, когда мы думаем о самых крупных личностях в истории.

Незадолго до смерти Тимофеева-Ресовского протоиерей Александр Мень посетил его в больнице, исповедовал и причастил.

## Семья

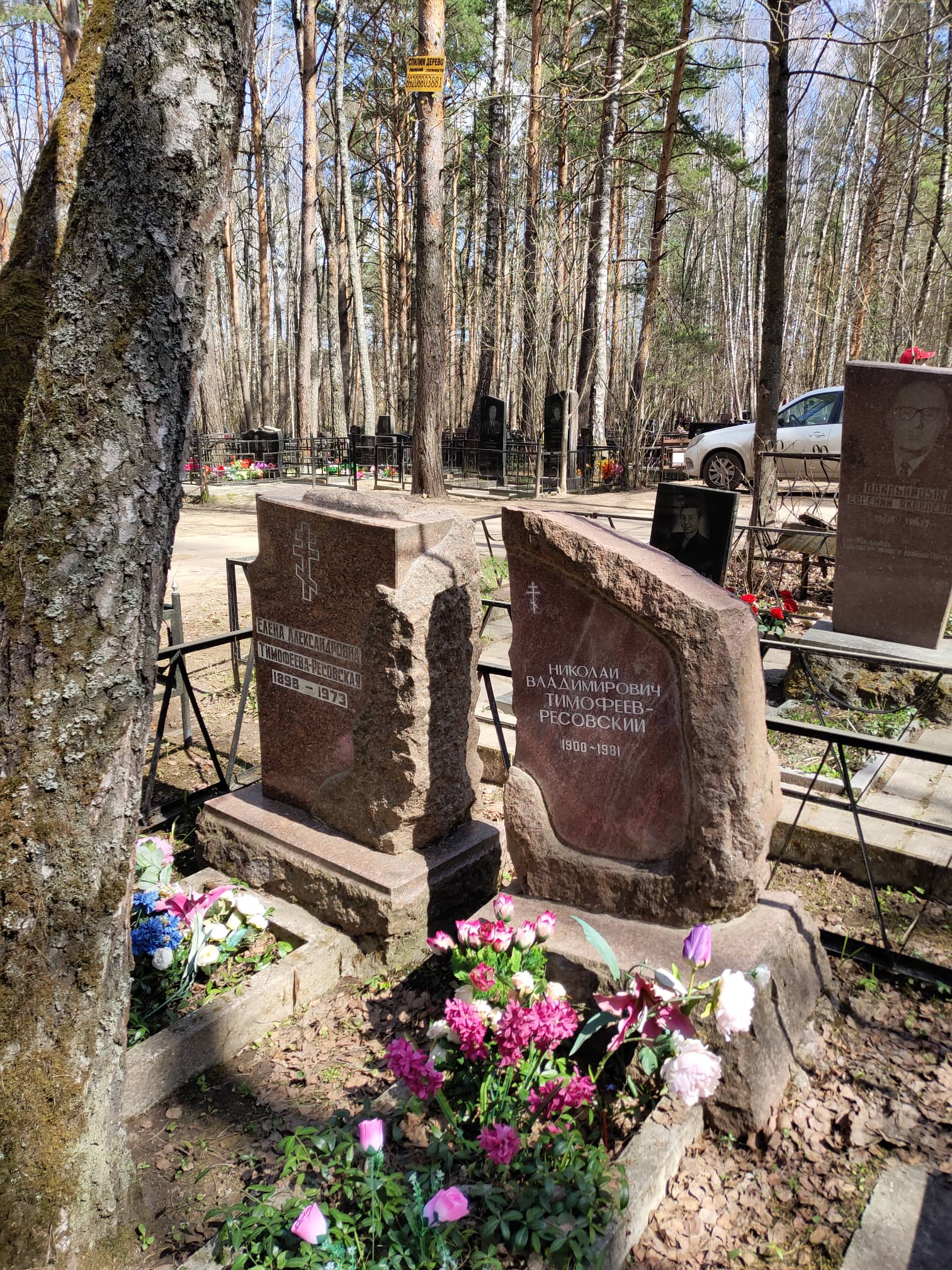
Могила Тимофеева-Ресовского и его жены на Кончаловском кладбище в Обнинске. Фотография 2022 года

- Жена — Елена Александровна Тимофеева-Ресовская (1898—1973), урождённая Фидлер. Одна из её сестёр, Наталья, замужем за бактериологом М. И. Штуцером[34].
  - Старший сын — Дмитрий Тимофеев-Ресовский (11 сентября 1923—1945), студент-биолог, в семье называли Фомой.
  - Младший сын — Андрей Тимофеев (9 апреля 1927 — 9 сентября 2014), физик, сотрудник Института физики металлов УрО РАН[35]. Жена (с 1952 г.) — Нина Алексеевна Ремезова (1927—2014), кандидат биологических наук. Похоронены Андрей Николаевич и Нина Алексеевна в семейном захоронении Ремезовых на Старом кладбище в городе Касли Челябинской области.

## Членство в научных обществах и научные награды
- Действительный член (академик) Германской академии естествоиспытателей в Галле (ГДР) — Леопольдина.
- Почётный член Американской академии искусств и наук в Бостоне (США)[36].
- Почётный член Итальянского общества экспериментальной биологии (Италия).
- Почётный член Менделевского общества в Лунде (Швеция).
- Почётный член Британского генетического общества в Лидсе (Великобритания).
- Почётный член и член-учредитель Всесоюзного общества генетиков и селекционеров им. Н. И. Вавилова (СССР).
- Научный член Общества Макса Планка (ФРГ).
- Действительный член Московского общества испытателей природы, Всесоюзного географического общества, Всесоюзного ботанического общества.
- Лауреат медалей и премий Ладзаро Спалланцани (Италия), Дарвиновской (ГДР), Менделевской (ЧССР и ГДР), Кимберовской (США).
- Действительный член Лондонского Линнеевского общества (избрание произошло 28 мая 1981, то есть через 2 месяца после смерти Н. В. Тимофеева-Ресовского)[31].

## Память

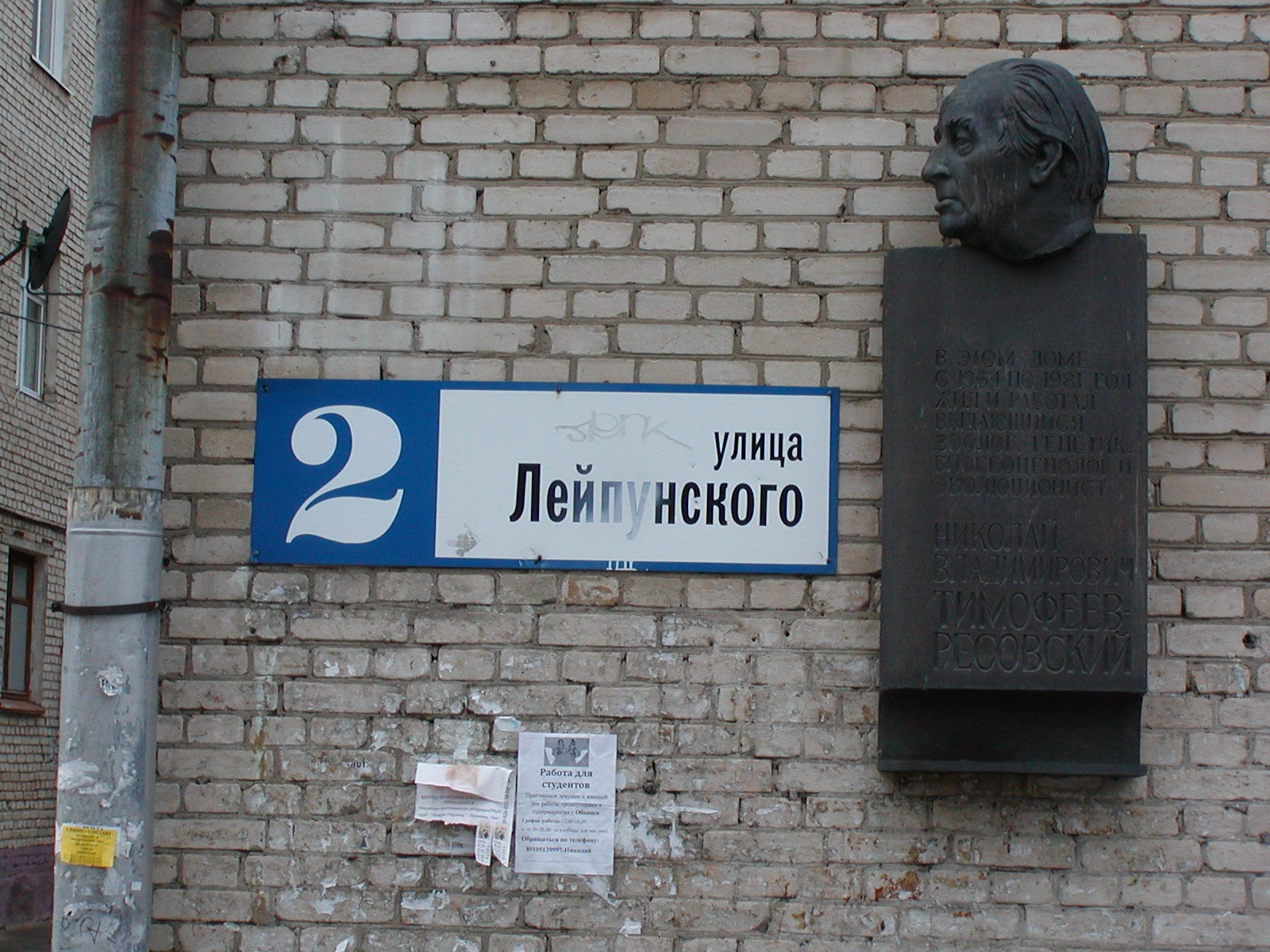
Мемориальная доска в Обнинске на доме, в котором жил Н. В. Тимофеев-Ресовский

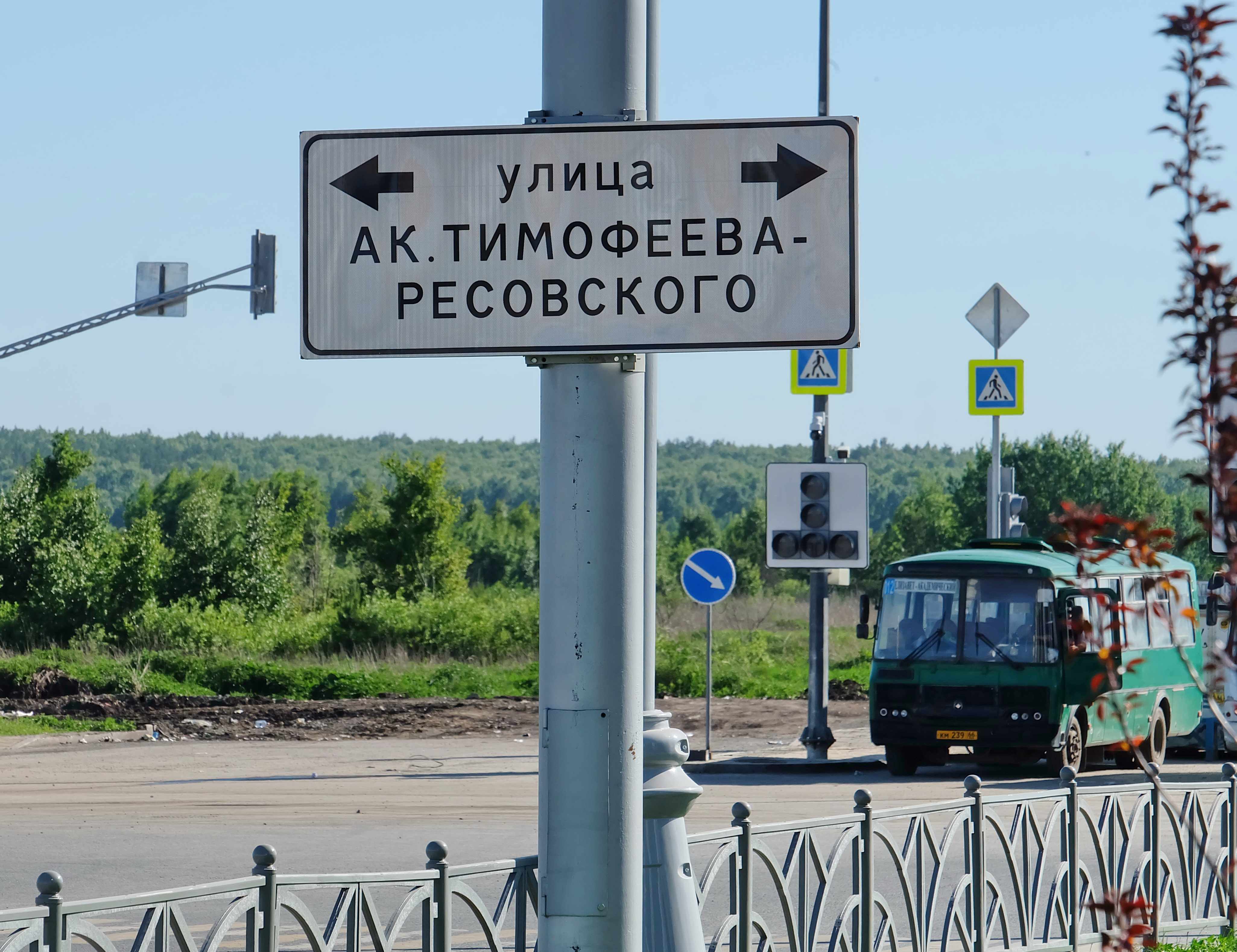
Указатель улицы Тимофеева-Ресовского в Екатеринбурге

- На здании облисполкома в Челябинске установлена мемориальная доска Тимофееву-Ресовскому.
- Биография Тимофеева-Ресовского была положена в основу документального романа Даниила Гранина «Зубр»[37]. История лаборатории в Берлин-Бухе положена в основу романа Элли Вельт (англ. Elly Welt) «Berlin Wild»[38], где все участники, хотя и вполне узнаваемые, выведены под вымышленными именами. В фонотеке в городе Пущино-на-Оке и в Отделе устной истории Фундаментальной библиотеки МГУ хранятся собрания магнитофонных записей с устными рассказами Н. В. Тимофеева-Ресовского, многие из которых опубликованы в виде воспоминаний.
- Медаль «Биосфера и человечество» имени Н. В. Тимофеева-Ресовского.
- Малая планета (астероид) 3238 Timresovia (1975 VB9), открытая советским астрономом Н. С. Черных 8 ноября 1975 года, была названа в честь Николая Владимировича «Тимресовия».
- 2000 год по инициативе ЮНЕСКО был объявлен годом Тимофеева-Ресовского.
- В Екатеринбурге одна из новых улиц получила как строительный адрес имя Тимофеева-Ресовского, однако в 2020 году её назвали именем академика Парина (как утверждается, городские власти не утвердили первоначально предложенное название, так как Тимофеев-Ресовский «якобы сыграл неоднозначную роль в истории»)[39][40].

### Основные труды
Н. В. Тимофеев-Ресовский — автор десятков научных статей (многие из которых опубликованы на иностранных языках в лидирующих международных журналах 1920—1930-х гг.), глав в коллективных монографиях и книг. Первые его статьи вышли в 1925 году. Полную библиографию его трудов см. на посвященном ему сайте. Ниже указаны только книги, известные широкому кругу российских читателей.
- Timofeeff-Ressovsky N.W., Zimmer K.G. Biophysik. I. Das Trefferprinzip in der Biologie. — Leipzig, Hirzel Verlag, 1947. — 317 s.
- Тимофеев-Ресовский Н. В., Воронцов Н. Н., Яблоков А. В. Краткий очерк теории эволюции. — М.: Наука, 1969. 408 с. / 2-е изд. — М.: Наука, 1978.
- Тимофеев-Ресовский Н. В., Иванов Вл. И., Корогодин В. И. Применение принципа попадания в радиобиологии. — М.: Атомиздат, 1968.
- Тимофеев-Ресовский Н. В., Яблоков А. В., Глотов Н. В. Очерк учения о популяции / Институт биологии развития АН СССР. — М.: Наука, 1973. — 280 с. — 5300 экз.
- Тимофеев-Ресовский Н. В., Савич А. В., Шальнов М. И. Введение в молекулярную радиобиологию. — М.: Медицина, 1981.
- Н. В. Тимофеев-Ресовский. Воспоминания. — М.: «Прогресс», Пангея, 1995.

### Избранные статьи
- N. W. Timoféeff-Ressovsky, K. G. Zimmer und M. Delbrück. Über die Natur der Genmutation und der Genstruktur: Nachrichten von der Gesellschaft der Wissenschaften zu Göttingen, Neue Folge, Band 1, Nr. 13, 1935.

### Публикации о Н. В. Тимофееве-Ресовском
- Ауэрбах Ш. Проблемы мутагенеза. / Пер. с англ. под ред. Н. И. Шапиро. — М.: Мир, 1978. — С. 13.
- Бабков В. В., Саканян Е. С. Николай Тимофеев-Ресовский / Отв. ред. акад. Б. С. Соколов. — М.: Памятники исторической мысли, 2002. — 672 с.
- Бойко В. Дед // Молодой ленинец : газета. — 25 марта 1989 года.
- Гранин Д. А. Зубр. — 1987 (биографический роман о Н. В. Тимофееве-Ресовском).
- Николай Владимирович Тимофеев-Ресовский. Очерки. Воспоминания. Материалы. / Отв. ред. Н. Н. Воронцов. — М.: Наука, 1993.
- Рассекреченный Зубр. Следственное дело Н. В. Тимофеева-Ресовского. / Я. Рокитянский, В. Гончаров, В. Нехотин — М.: Academia, 2003.
- Черных Н. Обнинский «Иван Грозный» // Город. — 1998. — № 3.
- Шноль С. Э. Физико-химические факторы биологической эволюции. — М.: Наука, 1979.
- Шноль С. Э. Н. В. Тимофеев-Ресовский // Герои и злодеи российской науки. — М.: КРОН-ПРЕСС, 1997. С. 103—126.
- Berg R. L. In Defense of Timofeeff-Ressovsky, Nikolai Vladimirivich / Quarterly Review of Biology. — Vol. 65. — № 4. — December 1990. — P. 457—479.
- Haldane J. B. C. A physicist looks at genetics / Nature. — 1945. — Vol. 155. — № 3935. — P. 375, 3103.
- Paul D. B., Krimbas C. B. Nikolai V. Timofeeff-Ressovsky / Scientific American. — February 1992. — P. 86—92.

### Публикации о повести «Зубр»
- Бондаренко В. Очерки литературных нравов // Москва. — 1987. — № 12.
- Грекова И. Легендарный образ // Октябрь. — 1987. — № 5.
- «Зубр» — эхо дальнее и близкое // Литературная газета. — 1988. — 6 июля.
- Иванова Н. Легко ли быть? // Дружба народов. — 1987. — № 5.
- Казинцев А. Лицом к истории… (Продолжатели или потребители) // Наш современник. — 1987. — № 11.
- Кузьмин А. К какому храму ищем дорогу // Наш современник. — 1988. — № 3.
- Молдавский Д. Воспитание мысли // Смена (Ленинград). — 1987. — 6 мая.
- Молдавский Д. Наука преодоления // Урал. — 1987. — № 10.
- Научное наследие Зубра // Наука и жизнь : журнал. — 1988. — № 2. — С. 70—77.
- Попов Г. Система и Зубры // Наука и жизнь : журнал. — 1988. — № 2.
- Сидоров Е. Повесть о редкостном человеке // Знамя. — 1987. — № 6.
- Турков А. Не нуждаясь в пьедестале // Литературная газета. — 1987. — 11 марта.
- Ульяшов П. Оставаться собой // Труд. — 1987. — 20 дек.
- Урбан А. Дела и люди: вчера и сегодня // Звезда. — 1987. — № 7.
- Чувство пути // Литературная Россия. — 1987. — 13 февр.
- Шкловский Е. Самое главное // Литературное обозрение. — 1987. — № 11.